# 四氟化钚
四氟化钚（PuF4）与其他钚化合物一样受不扩散核武器条约的控制。
在1200 °C下用金属钡、钙或锂还原四氟化钚可以制得金属钚：
PuF4 + 2 Ba → 2 BaF2 + Pu
PuF4 + 2 Ca → 2 CaF2 + Pu
PuF4 + 4 Li → 4 LiF + Pu